# 평화와 통일을 여는 사람들
평화와 통일을 여는 사람들(약칭: 평통사, 영어:Solidarity for Peace and Reunification of Korea)은 1994년 문규현 신부와 홍근수 목사가 만든 평화군축, 자주통일운동단체로 매향리 폭격장 폐쇄를 주장하면서 널리 알려졌고 한반도 평화협정 국방예산 삭감, 미국산 대형무기 도입사업 반대, 제주 해군기지 건설반대, 한미동맹 폐기활동을 지지하는 대한민국의 시민 단체이다.

## 사건
- 2012년 2월 8일, 대한민국 국가정보원은 평통사와 관련된 6개 장소를 압수수색하였다.[1]